# Intrepid
Intrepid es el nombre del yate con el número de vela distintivo US 22 de la clase 12 metros.
Navega bajo pabellón estadounidense y perteneció al equipo W. J. Strawbridge Syndicate del Club de Yates de Nueva York.
Venció dos veces la Copa América, en 1967 y 1970, y estuvo a punto de disputarla una vez más, en 1974, pero perdió en las Defender Selection Series ante el Courageous de Ted Hood, que ganaría finalmente la copa en esa edición. 
Construido en caoba y roble blanco fue un diseño innovador que marcó un hito en su época y llegó a competir con los posteriores diseños en aluminio de la clase 12 metros. Es de destacar la botavara muy baja que permitía un uso más eficientes de las velas.

## Datos
- Número de vela: US 22
- Nombre: Intrepid
- Club: Club de Yates de Nueva York
- Pabellón: Estados Unidos
- Propietario: W. J. Strawbridge Syndicate anteriormente y America's Cup Charters en la actualidad
- Constructor: Minneford Yacht Yard, City Island, NY
- Diseño: Olin Stephens, de Sparkman & Stephens
- Patrón: Emil Mosbacher, Jr. en 1967, Bill Ficker en 1970 y Gerry Driscoll en 1974
- Construido: 1967
- Material del casco: Caoba y roble
- Clase: 12 metros